# Governo Majko II
Il Governo Majko II è stato il 61º governo dell'Albania, in carica dal 22 febbraio 2002 al 29 luglio 2002. Si è formato a seguito delle dimissioni del secondo governo di Ilir Meta, di cui alcuni membri erano stati travolti da accuse di corruzione.
Il governo è rimasto in carica fino all'elezione di Alfred Moisiu a presidente della Repubblica, quando la dirigenza del Partito Socialista ha proposto nuovamente Fatos Nano come Primo ministro.

## Compagine di governo

### Appartenenza politica
L'appartenenza politica dei membri del Governo, al momento della formazione, era la seguente:
| Partito | Partito                             | Primo ministro | Vice primo ministro | Ministri | Totale |
| ------- | ----------------------------------- | -------------- | ------------------- | -------- | ------ |
|         | Partito Socialista d'Albania        | 1              | -                   | 14       | 15     |
|         | Partito Socialdemocratico d'Albania | -              | 1                   | -        | 1      |
|         | Partito Agrario d'Albania           | -              | -                   | 1        | 1      |
|         | Indipendenti                        | -              | -                   | 2        | 2      |
| Totale  | Totale                              | 1              | 1                   | 17       | 19     |

### Sostegno parlamentare
| Camera    | Collocazione     | Partiti                     | Seggi    |
| --------- | ---------------- | --------------------------- | -------- |
| Assemblea | Governo          | PSSH (73), PSD (4), PAA (3) | 80 / 140 |
| Assemblea | Appoggio esterno | PBDNJ (3), AD (3)           | 6 / 140  |
| Assemblea | Opposizione      | BPF (46), PDR (6), Ind (2)  | 54 / 140 |

## Composizione
Al momento dell'insediamento, il Governo era composto da 17 ministri (esclusi il Primo ministro e il Vice Primo ministro).
| Carica                                         | Titolare | Titolare | Titolare                  |
| ---------------------------------------------- | -------- | -------- | ------------------------- |
| Primo ministro                                 |          |          | Pandeli Majko (PSSH)      |
| Vice primo ministro Lavoro e politiche sociali |          |          | Skënder Gjinushi (PSD)    |
| Esteri                                         |          |          | Arta Dade (PSSH)          |
| Finanze                                        |          |          | Kastriot Islami (PSSH)    |
| Ordine pubblico                                |          |          | Stefan Çipa (PSSH)        |
| Difesa                                         |          |          | Luan Rama (PSSH)          |
| Economia                                       |          |          | Ermelinda Meksi (PSSH)    |
| Giustizia                                      |          |          | Spiro Peçi (Indipendente) |
| Industria ed energia                           |          |          | Viktor Doda (PSSH)        |
| Trasporti e telecomunicazioni                  |          |          | Maqo Lakrori (PSSH)       |
| Pianificazione territoriale e turismo          |          |          | Fatmir Xhafaj (PSSH)      |
| Affari locali e decentralizzazione             |          |          | Et'hem Ruka (PSSH)        |
| Agricoltura e alimentazione                    |          |          | Agron Duka (Indipendente) |
| Salute                                         |          |          | Mustafa Xhani (PSSH)      |
| Istruzione                                     |          |          | Luan Memushi (PSSH)       |
| Cultura, gioventù e sport                      |          |          | Agron Tato (PSSH)         |
| Ambiente                                       |          |          | Lufter Xhuveli (PASH)     |
| Integrazione euroatlantica                     |          |          | Marko Bello (PSSH)        |
| Ministro di Stato presso il Primo Ministro     |          |          | Ndre Legisi (PSSH)        |